# آلسفلد
شهر آلسفلددر ایالت هسن در کشور آلمان واقع شده است.